# Isaak Albalag
Isaak Albalag (Isaak al-Ballag) war ein jüdischer Philosoph des 13. Jahrhunderts in Südfrankreich oder Nordspanien.
Albalag war ein radikaler Vertreter des jüdischen Averroismus und unterschied als solcher zwischen dem nur für eine Elite gangbaren philosophischen Erkenntnisweg und der für die Massen bestimmten religiösen Offenbarung. Letztlich stimmen Philosophie und Religion überein. Der Philosoph gelangt auf philosophischem Weg zur Erkenntnis der Wahrheit und interpretiert dann die geoffenbarten Schriften der Religion symbolisch auf solche Weise, dass er in ihnen wiederum die philosophische Wahrheit findet. 
Er übersetzte al-Gazalis „maqasid al-falasifa“ ins Hebräische, darin finden sich seine Exkurse „tiqqun ha-de’ot“ („Berichtigung der Erkenntnisse“, also der Versuch einer Widerlegung von al-Gazali).
Albalag galt in Theologenkreisen von Anfang an als hartnäckiger Ketzer und gefährlicher Rationalist.